# Λ
Λ, λ（ラムダ、古代ギリシア語: λάβδα ラブダ、ギリシア語: λάμδα ラムダ, λάμβδα ラムヴダ、英: lambda）は、ギリシア文字の第11字母。数価は 30、音価は /l/。ラテンアルファベットのL、キリル文字のЛ・Љはこの文字に由来する。

## 起源
フェニキア文字 𐤋 （ラーメド）に由来する。文字名称はもっとも古くはラブダ（λάβδα）であり、後にランブダ（λάμβδα）という読みが現れた。

## 記号としての用法
- 大文字「Λ」は、
  - 素粒子物理学でアイソスピンが 0、ストレンジネスが -1 のハイペロン ({\displaystyle uds}) を表す。
  - 宇宙論で、宇宙定数（Λ項）を表す。
  - 数学で、必ずしも有限でない添字集合をあらわすのによく使われる。
  - 宇宙科学研究所（現在はJAXAに統合）のラムダロケット。
  - 古代ギリシアの都市国家スパルタの国章に使われていた（自らのことをラケダイモーン（Λακεδαίμων / Lakedaimōn）と称したことから）。
- 小文字「λ」は、
  - 電磁波の波長を表す。
  - 計算機科学でλ-算法を表す。
  - 数学基礎論で基数を表す。
  - アメリカの発音表記で、有声歯茎側面破擦音を表す。
  - λの変形として、IPA で y を回転させた ʎ は硬口蓋側面接近音を表す。
  - 連桿比を表す。
  - ラグランジュの未定乗数法のラグランジュ乗数を表す。
  - 熱伝導度を表す。

## その他
- 自動車
  - ヒュンダイ・ラムダエンジン - 現代-起亜自動車グループのV型6気筒エンジンのシリーズ名。グレンジャー、ソナタ、K7等に搭載。
  - 三菱・ギャランΛ。
- Λ (アルバム)
- AWS Lambda - Amazon Web Services（AWS）のサービスのひとつ。アーキテクチャアイコンは小文字のλ(ラムダ)をモチーフとしたものになっている。
- ロゴタイプ（デザイン文字）などでは、ラテン文字のAがしばしばこの文字と同じ形となる。この場合はデザイン上の意図であり、ラムダそのものやラテン文字の「L」としての意味は想定していない。（NASAやTATA、JALの旧ロゴ、YAMADAやJRAの現行ロゴなど）。FUNKY MONKEY BΛBY'Sなどはロゴタイプとしてではなく、実際の文字としてラムダを使っているが、発音はLやラムダではなくAと同じである。

NASAのロゴ
TATAのロゴ
JALの先々代ロゴ
JALの先代ロゴ
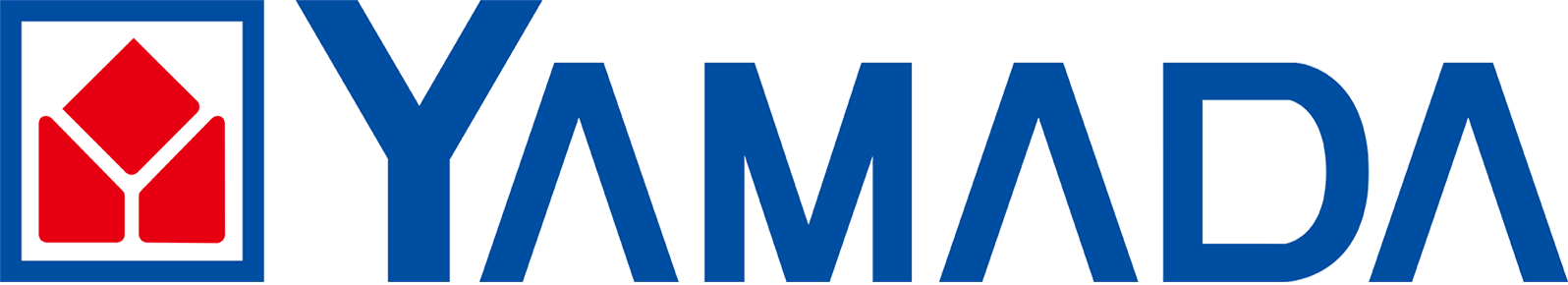
ヤマダデンキのロゴ
JRAのロゴ

## 符号位置
| 大文字 | Unicode | JIS X 0213 | 文字参照                | 小文字 | Unicode | JIS X 0213 | 文字参照                | 備考 |
| ------ | ------- | ---------- | ----------------------- | ------ | ------- | ---------- | ----------------------- | ---- |
| Λ      | U+039B  | 1-6-11     | &Lambda; &#x39B; &#923; | λ      | U+03BB  | 1-6-43     | &lambda; &#x3BB; &#955; |      |